# Meraxis
Die Meraxis AG ist ein globaler Kunststoff-Distributor und mit über zwei Milliarden Euro Umsatz eines der weltweit führenden Handelsunternehmen für Kunststoffe. Hauptsitz ist Muri bei Bern, Schweiz. Das Unternehmen ist mit über 30 weiteren Standorten auf allen Kontinenten vertreten.

## Unternehmensgeschichte
Die Gruppe ist ein Zusammenschluss der beiden Schweizer Polymer-Anbieter „Handels- und Einkaufsgesellschaft Rehau GmbH“ inklusive Tochtergesellschaften und „MB Barter & Trading SA“. Die Vertragsunterzeichnung der beiden Unternehmen fand im September 2018 statt. Nach positivem Bescheid der Kartellbehörden wurde die Fusionierung im Dezember 2018 abgeschlossen. Offizieller Marktstart war der 1. Juli 2019. Im April 2023 folgte die Übernahme der französischen Fournier Polymers, die ihrerseits Jahr 2019 aus der Übernahme von Teilen der iberischen Chemieuro Gruppe durch Fournier SAS hervorging.

## Produkte und Dienstleistungen
Meraxis beliefert Unternehmen aus allen Industriebranchen mit Polymeren und polymerbezogenen Produkten für unterschiedliche Produktionsverfahren. Zudem berät der Kunststoff-Distributor Kunden bei der Auswahl des geeigneten Materials für unterschiedlichste Produktionsverfahren.
Zum Portfolio gehören u. a.:
- Standard-Kunststoffe, u. a. Polyethylene (PE), Polypropylene (PP), Polyethylenterephthalat (PET), Polyvinylchlorid (PVC)
- technische Kunststoffe
- Masterbatches (Farbgranulate)
- Styrole, u. a. High Impact Polystyrene (HIPS), Expanded Polystyrene (EPS), General Purpose Polystyrene (GPPS)
- Rezyklate, also durch Recycling wiederverwertete Kunststoffe (Sekundärrohstoff)
- Biopolymere
- Metall, Folien, Elektroteile sowie Maschinen, Anlagen und Werkzeuge als Zukaufteile für verschiedene Verfahrenstechniken der Kunststoffverarbeitung
- Service- und Beratungsleistungen zur Effizienzsteigerung bei Produktionsverfahren
- Beratung zu Produkteigenschaften (u. a. Additive, Hochtemperatur-Thermoplasten, Weichmacher, Lacke und Druckfarben)